# 281P/MOSS
281P/MOSS est une comète périodique du système solaire, découverte le 17 novembre 2000 par le programme MOSS de l'Université Cadi Ayyad au Maroc.